# ديفيد أ. جنكينز
ديفيد أ. جنكينز هو سياسي أمريكي، ولد في 1822، وتوفي في 1886. نشط حزبياً في الحزب الجمهوري.